# Nationalpark Shebenik-Jablanica

Der Nationalpark mit dem Shebenik vom Gur i Zi auf der albanisch-nordmazedonischen Grenze gesehen

Der Nationalpark Shebenik-Jablanica (albanisch Parku Kombëtar Shebenik-Jabllanicë) ist ein Nationalpark in Ostalbanien. Seine Fläche beträgt 340 Quadratkilometer. Er umfasst die Bergketten Jablanica und Shebenik an der nordmazedonischen Grenze nördlich des Ohridsees.

## Geschichte
Der Nationalpark wurde 2008 als 14. Nationalparks Albaniens eingerichtet. Damals war auf nordmazedonischer Seite ebenfalls ein Schutzgebiet geplant.
2129,45 Hektar des Nationalparks im oberen Bushtricatal bei Rrajca-Skënderbej wurden 2017 in die Liste des UNESCO-Welterbes aufgenommen. Hier hat sich ein großer Buchenurwald erhalten, der zusammen mit 66 anderen Wäldern in diversen Ländern das Welterbe Alte Buchenwälder und Buchenurwälder der Karpaten und anderer Regionen Europas bildet. Das Welterbe dehnt sich von einer Höhe von rund 1200 Metern bis über 2000 Meter Höhe aus. Eine Pufferzone von 2569,75 Hektar umgibt das Schutzgebiet.

## Flora und Fauna

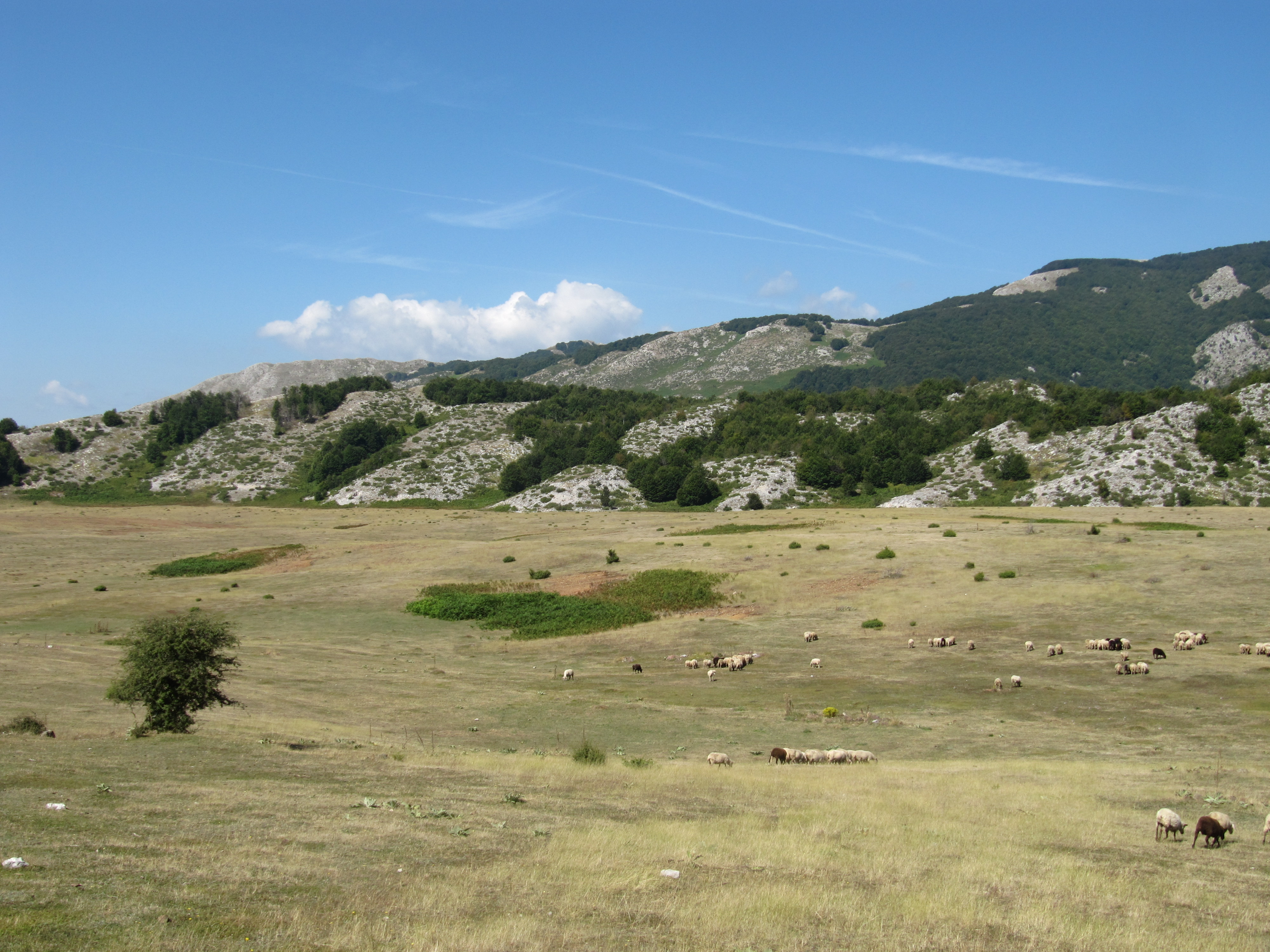
Schafherde auf einer Alp im Nationalpark Shebenik-Jablanica

Das unter Schutz stehende Grenzgebiet zählt zum Grünen Band Europa, das als Rückzugsraum für seltene Tier- und Pflanzenarten dient. Dazu zählen unter anderem Bären, Wölfe und der stark gefährdete Balkanluchs Lynx lynx balcanicus, eine in Nordmazedonien und Albanien lebende Unterart des Eurasischen Luchses, von dem es 2015 nur noch 30 bis 50 Exemplare gab. Im Sommer 2012 konnte erstmals ein Balkanluchs im Park fotografiert werden. Rehe und Gämsen wurden auf albanischer Seite von Wilderern infolge des Lotterieaufstands fast komplett ausgerottet.
In manchen Gebieten blieben bedeutende Wälder erhalten (siehe vorheriger Abschnitt).